# Marcelle Brunswig
Marcelle Brunswig est une artiste peintre figurative postimpressionniste française née à Mulhouse le 21 avril 1903. Elle vécut successivement au 140, rue du Faubourg Saint-Honoré et au 18, rue Saussier-Leroy à Paris et est morte à Versailles le 14 mai 1987.

## Biographie

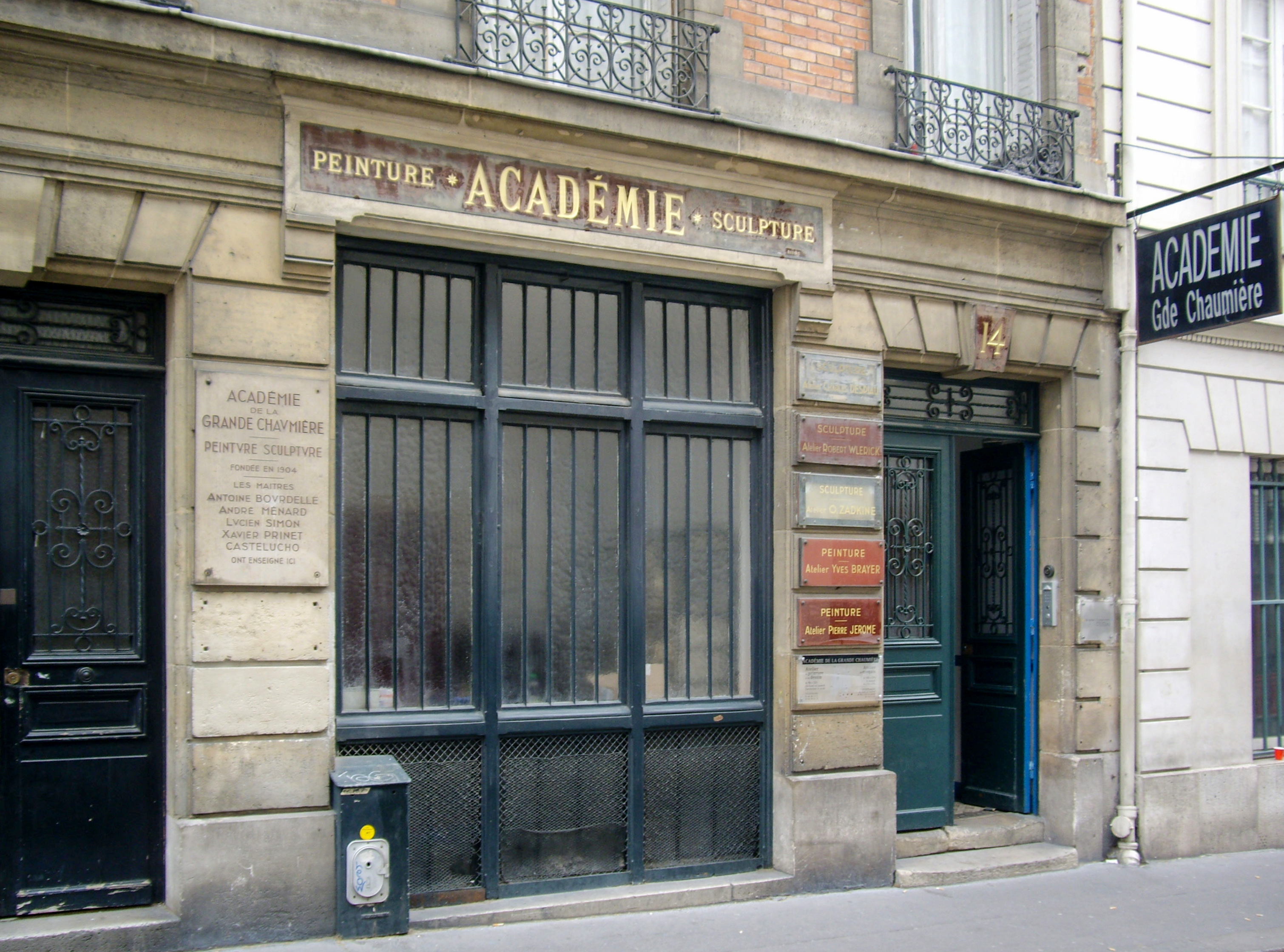
Académie de la Grande Chaumière, Paris

Élève de l'Académie de la Grande Chaumière à Paris, Marcelle Brunswig y connaît sa première exposition de groupe en 1925 et présente en 1938 une Étude dans un jardin au Salon d'automne. Se réfugiant à Pau de 1940 à 1944, elle y crée le Salon d'automne béarnais. Elle connaît sa première exposition personnelle à Paris en 1942 avec un catalogue préfacé par Waldemar-George qui la décrit comme « coloriste et évoquant Cézanne ». Outre des portraits, ses œuvres, dont certaines ont été acquises par l'État, se constituent de paysages méditerranéens, de vues d'Italie et de compositions.

## Expositions

### Expositions personnelles
- Galerie René Drouet, Paris, 1961.
- Galerie Henquez, Paris, novembre 1965[3].
- Marcelle Brunswig - Peintures, aquarelles, Galerie Maine-Montparnasse, Paris, avril-mai 1972[4].
- Galerie Anceli, Paris, avril 1976.
- Stéphane Deubergue, commissaire-priseur à Paris, vente de l'atelier Marcelle Brunswig, Hôtel Drouot, Paris, 25 mars 1992[5].

### Expositions collectives
- Salon d'automne, Paris, 1938.
- Salon des Tuileries, Paris, 1942.
- Du côté d'Auteuil - Paysages : Yves Brayer, Maurice Brianchon, Marcelle Brunswig, Pierre Guastalla, Jean-Francis Laglenne, Jacques Lestrille, Albert Marquet, André Planson, Maurice Utrillo, Galerie Le Point du Jour, 129bis, boulevard Murat, Paris, décembre 1951 - janvier 1952[6].
- Salon des indépendants, Paris, 1979, 1984[7].
- Expositions non datées : Salon Terres latines (sociétaire), Salon du dessin et de la peinture à l'eau (sociétaire), Biennale de Trouville-sur-Mer[2].

## Collections publiques
- Fonds national d'art contemporain, Puteaux :
  - Paysage d'hiver, huile sur toile 50x61cm, 1943[8] ;
  - Vue de Venise, aquarelle 50x65cm, 1953[9] ;
  - Fenêtre ouverte sur l'été, huile sur toile 92x73cm, 1954[10].